# 赤坂宿 (東海道)

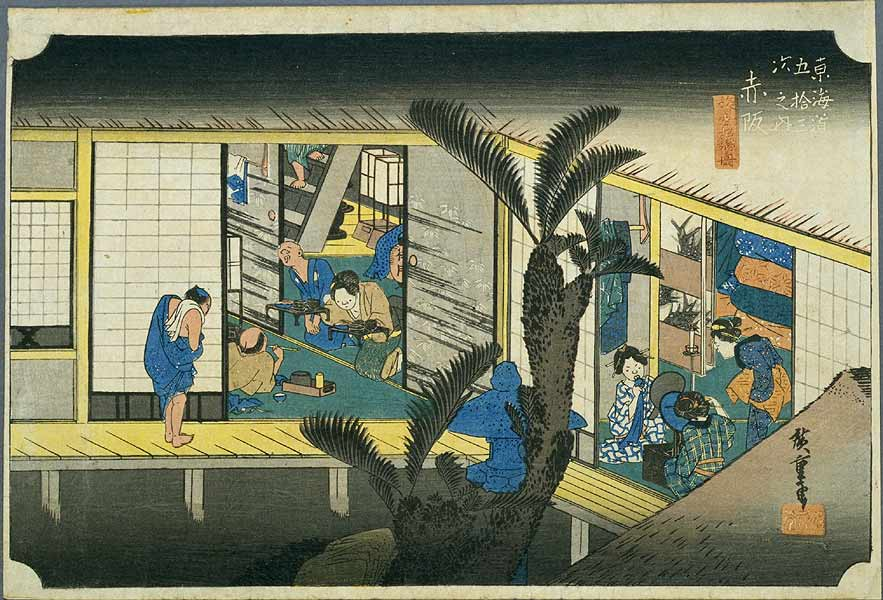
歌川広重『東海道五十三次・赤阪』

赤坂宿（あかさかしゅく、あかさかじゅく）は、東海道五十三次の36番目の宿場である。現在の愛知県豊川市赤坂町にあった。

## 概要

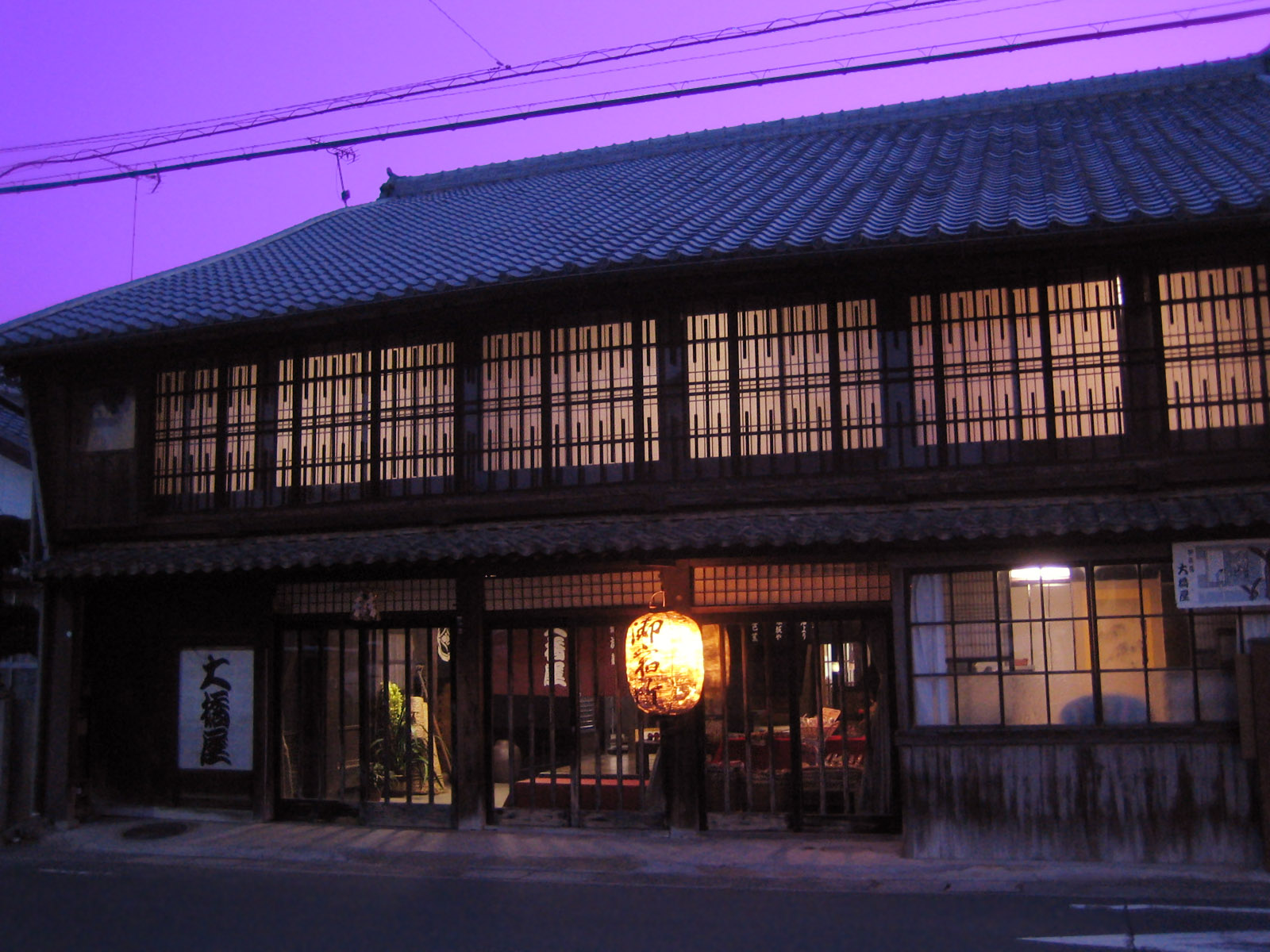
営業当時の大橋屋

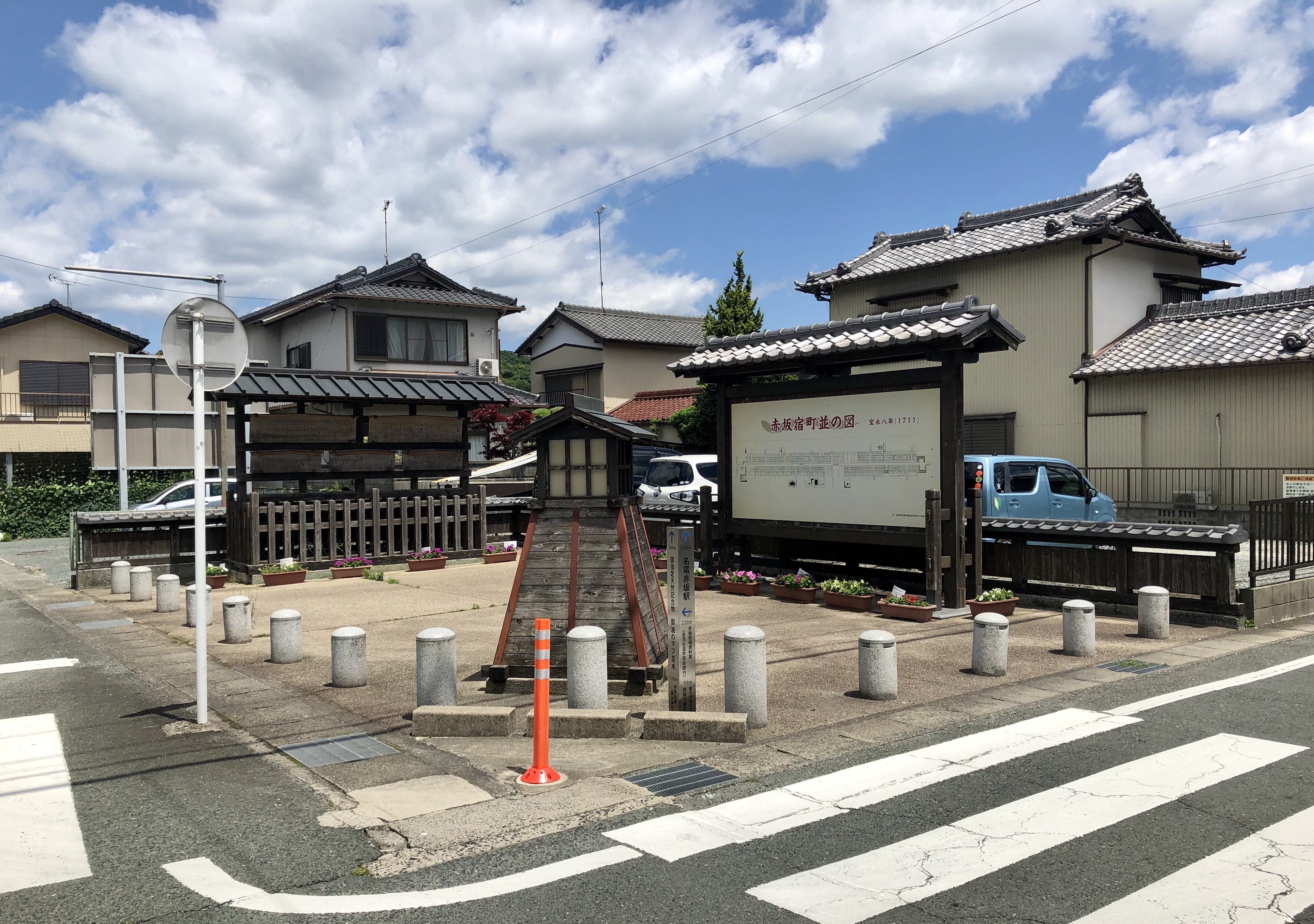
赤坂宿公園

御油宿や吉田宿とともに飯盛女を多く抱えていた同地は、「御油や赤坂、吉田がなけりゃ、なんのよしみで江戸通い」と言われた程、活気のある宿場町であったが、官設鉄道（現在のJR）が鉄道（現在の東海道本線）を開通させるときの経由地から外れたために、御油宿同様、繁栄を鉄道通過地に奪われた。これに関して、宿場が鉄道を忌避した（鉄道忌避伝説）という俗説があるが、反対運動があったという明確な証拠となる史料が発見されておらず、その上、当時の鉄道局技師の書状に「赤坂・藤川間は其地勢狭隘かつ急勾配を付せざれば容易に線路敷設難相成（あいなりがたく）」という記述もあり、赤坂経由では16‰の勾配を避けられないのに対し、蒲郡経由ならば10‰の勾配で済むことがルート選定の理由であったとされる。
その後、愛知電気鉄道（現・名鉄名古屋本線）の愛電赤坂駅（現・名電赤坂駅）が設置されたものの、優等速達列車が停車しなかったため、往時の繁栄は取り戻せなかった。
東海道筋で唯一21世紀まで営業を続けた旅籠として、「大橋屋」がある。創業は慶安2年（1649年）、現存の建物は正徳6年（1716年）の建築と伝えられ、創業時の屋号は「伊右エ門 鯉屋」であった。2015年3月15日限りで旅籠としての営業を終了した。赤坂宿には、享保18年（1733年）時点で83軒の旅籠があったが、大橋屋はその中でも大旅籠に属していた。間口は9間、奥行は23間ほどである。ちなみに歌川広重が描いた『東海道五十三次・赤坂』とは、この大橋屋の中庭を描いたものである。ただし画にあるソテツは現在では、近くの寺院へ移植されている。
赤坂宿と御油宿との間隔は、東海道の宿場の中で最も短く、16町（約1.74km）である。関川神社（豊川市赤坂町字関川）には、「夏の月 御油より出でて 赤坂や」という松尾芭蕉の句碑があるが、この句は地理的に極めて近い両者の関係を詠んだものであるとされる。また、松並木が現存している（御油の松並木）。

## 赤坂陣屋
天和2年（1682年）、三河国の天領を支配するために代官所として赤坂陣屋が設けられた。
慶応4年（1868年）から明治2年（1869年）まで、赤坂陣屋が政体書による府藩県三治制がしかれて明治政府直轄の三河県の県庁であった。三河裁判所（吉田城下の悟真寺に置かれた）の後裔である。駿府藩や重原藩への編入されていく地域が多く県域が狭くなり、残った地域を伊那県へ引き渡して廃県と成った。

## 備考
中山道にも同名の宿（現、岐阜県大垣市赤坂町、最寄の駅は美濃赤坂支線の美濃赤坂駅）がある。

## 隣の宿
東海道
御油宿 - 赤坂宿 - 藤川宿